# Antal (jednotka)
Antal je stará jednotka objemu používaná v Maďarsku pro víno. Používáno bylo také pojmenování malý tokajský sud. Hodnota jednoho antalu činila 73,33 l a rovnal se 11/8 bratislavského vědra. Dvojnásobný objem se pak nazýval velký tokajský sud.